# ناتفلكس أند تشل

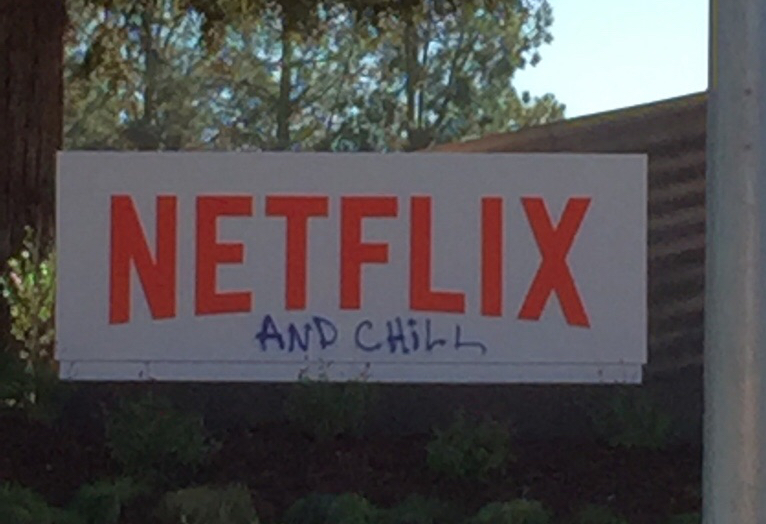
علامة شركة ناتفلكس في لوس كاتوس عليها كتابة أضيفت لها تقول "ناتفلكس أند تشل"

«نَاتْفْلِكْسْ أَنْدْ تْشِلْ» (بالإنجليزية: Netflix and chill)‏ مصطلح من لغة الشابكة العامية، ومعناه الحرفي ناتفلكس والاسترخاء أو ناتفلكس ونسترخي، فيشير إلى دعوة لمشاهدة ناتفلكس إلا أنه كثيرا ما يستعمل كيانة عن دعوة لممارسة الجنس، إما بين شريكين أو بين غير شريكين يمارسان الجنس الغريزي على حد السواء. ومنذ تسجيل أول استخدام لهذا التعبير في إطار غير جنسي في سنة 2009، اكتسب المصطلح شعبية عند مجتمع مستخدمي تويتر ومواقع اجتماعية أخرى مثل كفيسبوك وفاين. وبحلول 2015، أصبح التعبير ميم شابكي ووصف قناة فيوجن (Fusion) استخدامه عند مستخدمي مواقع اجتماعية مراهقين بأنه «جنسي.» ومثل كلمة «سَلْفِي» فتعبير ناتفلكس أند تشل انتقل من الشابكة إلى الاستخدام العام.

## تاريخ

### أصول
الاستخدام المسجل الأول يعود إلى تغريدة نشرها "NoFaceNina" في يناير سنة 2009. الاستخدام البكري للتعبير كان بدون مدلول جنسي وأشار ببساطة إلى القيام بمشاهدة خدمة البث الحي، وذلك عامة بالانفراد. وبحلول 2013، اكتسبت خدمة ناتفلكس شعبية كبيرة وبلغ عدد مشاهديها الزبائن وذلك رفع كمية استخدام اسم الشركة في الثرثرة. 
ويعتقد أن طبيعة مصطلح ناتفلكس أند تشل التسميلي وضعت في منتصف سنة 2014، كانت قد انتشرت في كافة أرجاء مجتمع مستخدمي تويتر الأميركيين السود. في أبريل 2015، أضيف تعريف لقاموس إيربن يقول إنه يعني «رمز لشخصين يذهبان إلى بيتي بعضهما ليمارسا الجنس أو يقوما بأفعال جنسية أخرى.» فسرعان ما تجاوز حدود تويتر وصار ميما ولفت انتباه مواقع الأخبار مثل الغارديان وذا ديلي ميرور.[4]

### تأثير
بينما دخل المصطلح في القاموس العام، وجدت مناسبات ومنتجات—بما فيها نوع من العازل الذكري—وخدمات متعلقة بالتعبير، حتى اعترفت بالظاهرة شركة ناتفلكس نفسها.